# Барвихинская улица
Барви́хинская у́лица — улица в Москве, на территории района Можайский Западного административного округа.
Улица начинается  у станции Сетунь от улицы Толбухина, проходит сначала параллельно ж/д путям Смоленского направления Московской железной дороги, где слева примыкает улица Говорова.
После этого улица огибает 66-й квартал Кунцева, проходя сначала с севера на юг вдоль МКАД, а затем с запада на восток вдоль Можайского шоссе. Улица заканчивается примыканием к Можайскому шоссе у его пересечения с улицей Говорова. Нумерация домов начинается от Можайского шоссе.

## Происхождение названия
Улица получила своё название 18 апреля 1972 года по подмосковной деревне Барвиха (ныне дачный посёлок) как расположенная на западе Москвы. Название было перенесено с упраздненных восьми Барвихинских улиц, именовавшихся так с 1966 по 1972 год.

## История
Нынешняя улица располагается в районе бывшего села Малая Сетунь, в 1925 году вошедшего в состав города Кунцево. В 1960 году территория города Кунцево вошла в состав Москвы.
Улица была сформирована в 1972 году, после чего началась её застройка многоэтажными жилыми домами.
С 1991 года улица располагается на территории муниципального округа (с 1995 года — район) «Можайский»

## Здания и сооружения
По улице расположены преимущественно жилые дома, притом все они расположены по её чётной стороне:
- - дома 4 к1, к2 — 23-этажные жилые дома
  - дом 8к1 — отделение связи № 121596 и отделение Сбербанка
  - дом 8 к.2 — 16-этажный жилой дом
  - дом 12 — детский сад № 944
  - дом 14 — детский сад № 1025
  - дома 18, 20, 22, 24 — 9-этажные жилые дома
  - дома 10, 16к2 — 12-этажные дома
  - дом 16к1 — ЖЭК
  - дом 16к3 — круглосуточный магазин, сауна, парикмахерская и ремонт обуви.

В сквере между улицей и Можайским шоссе располагается ДЗОТ, около которого проходят памятные мероприятия каждый День Победы. ДЗОТ был сооружен в конце 80-х годов преподавателем НВП местной средней школы №589 Шиманом Ю.Б.

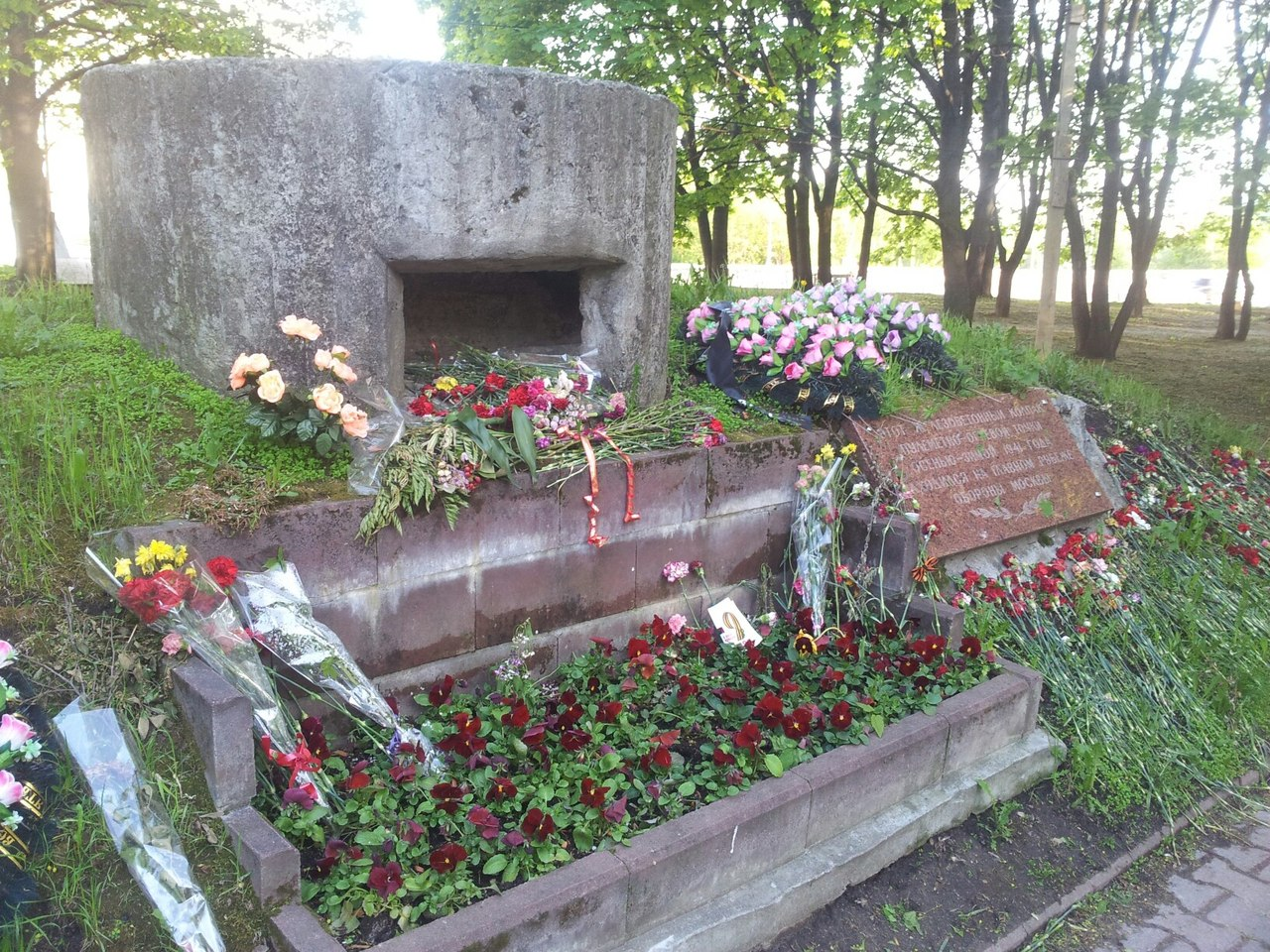
Мемориал защитникам Москвы
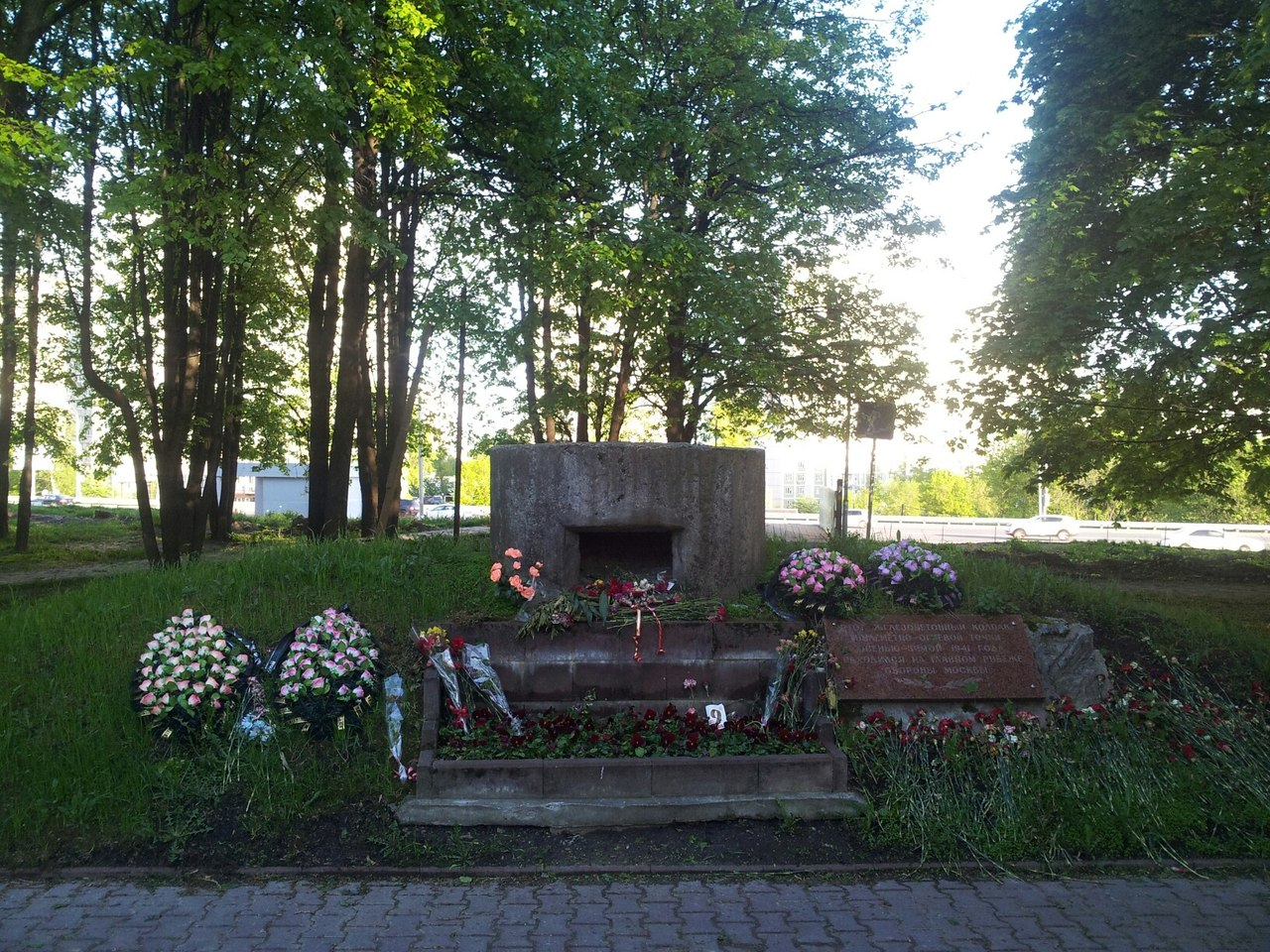
Мемориал. Общий вид

## Транспорт

### Железнодорожный транспорт
- Платформа «Сетунь» Смоленского направления Московской железной дороги — в конце улицы

### Наземный транспорт
В середине улицы расположена конечная автобусная станция «66-й квартал Кунцева», откуда ходят автобусы
- до станции метро «Кунцевская»:
  - № 16 (66-й квартал Кунцева — Метро «Кунцевская»)
  - № 45 (66-й квартал Кунцева — Метро «Кунцевская»)
  - № 178 (66-й квартал Кунцева — Фили)
- До станций метро «Славянский Бульвар», «Парк Победы», «Кутузовская» и «Киевская»:
  - № 840 (66-й квартал Кунцева — Киевский вокзал)
- в соседние районы города:
  - № 180 (66-й квартал Кунцева — Беловежская улица)
  - № 198 (66-й квартал Кунцева — Матвеевское)